# NGC 1416
NGC 1416 est une galaxie elliptique située dans la constellation de l'Éridan. Sa vitesse par rapport au fond diffus cosmologique est de 2 053 ± 25 km/s, ce qui correspond à une distance de Hubble de 30,3 ± 2,2 Mpc (∼98,8 millions d'al). Elle a été découverte par l'astronome américain Frank Müller en 1886.